# Apple A12X

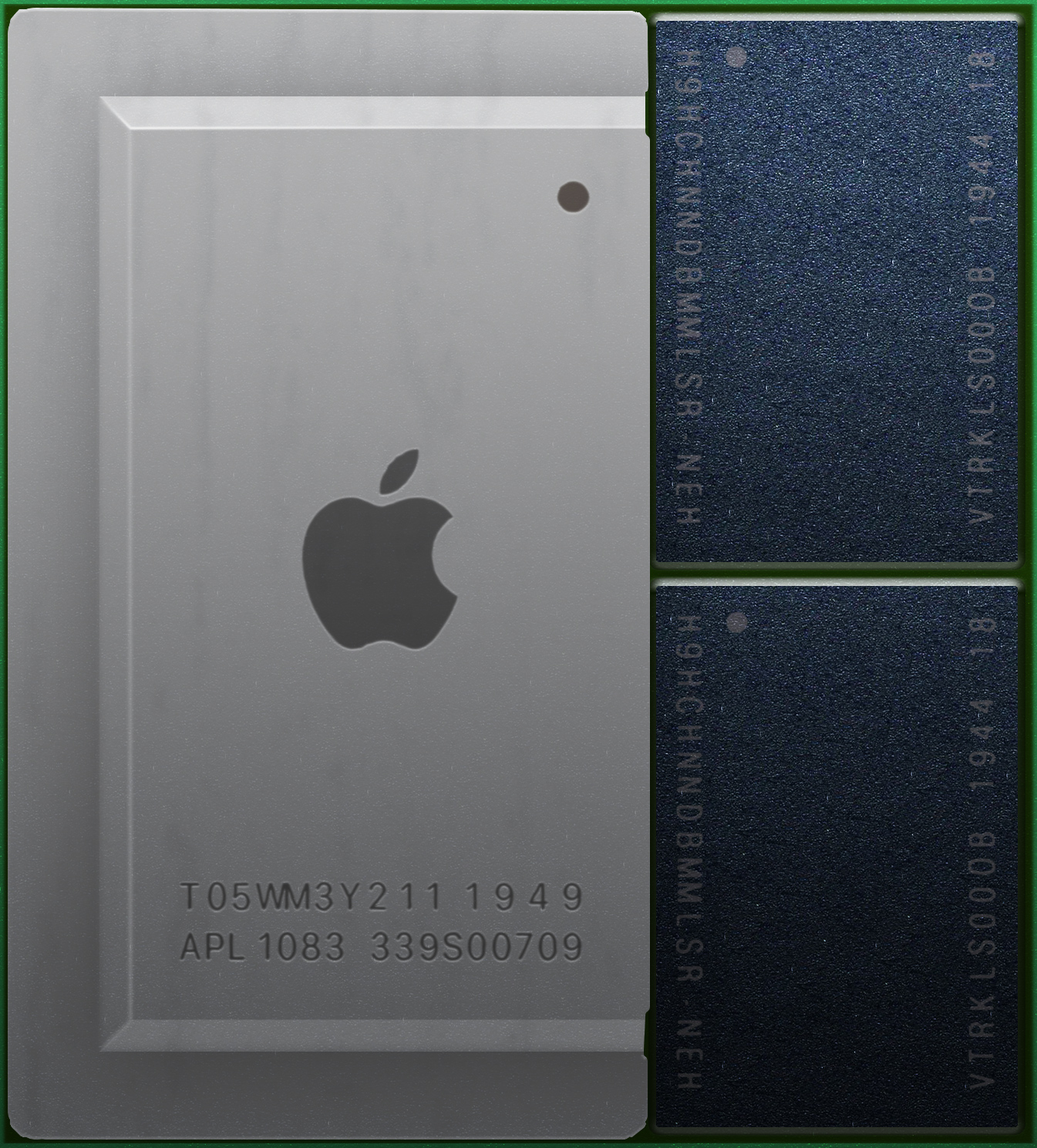
A12Z Bionic

Az Apple A12X Bionic egy 64 bites Apple által tervezett egylapkás rendszer (SoC). A 2018. október 30-án bejelentett iPad Pro (3. generáció) készülékben jelent meg. Az A12X az A12 8 magos változata (négy nagy mag, négy kis mag, az ARM big.LITTLE konfigurációnak megfelelően), és az Apple azt állítja, hogy 35 százalékkal gyorsabb egymagos CPU teljesítményt és 90 százalékkal nagyobb teljes CPU teljesítményt nyújt, mint elődje, az Apple A10X.
Az Apple A12Z Bionic az A12X frissített változata, amely egy további hozzáadott GPU magot tartalmaz, és 2020. március 18-án volt bemutatva az 4. generációs iPad Pro készülékben.

## Tervezés
Az A12X és A12Z az Apple által tervezett 64 bites, ARMv8.3-A architektúrájú, nyolcmagos CPU-val rendelkezik, négy nagy teljesítményű Vortex maggal és négy energiatakarékos Tempest maggal. A Vortex mag 7 utasítás széles dekódolású, sorrendtől eltérő (out-of-order) végrehajtású szuperskalár kialakítás, míg a Tempest mag 3 utasítás széles dekódolású, sorrendtől eltérő végrahajtású szuperskalár kialakítás. A Tempest magok az Apple A6 Swift magjain alapulnak, és teljesítményükben hasonlóak az ARM Cortex-A73 típusú processzormagokhoz. Ez az Apple első nyolcmagos CPU-val felszerelt SoC-je.
Az A12X egy Apple által tervezett 7 magos grafikai processzort (GPU) integrál, amely kétszer akkora grafikai teljesítménnyel rendelkezik, mint az A10X.
Az A12Z GPU-ja 8 maggal rendelkezik, eggyel többel, mint az A12X, ezáltal szerényen növelve a 4K-s videószerkesztésben, -megjelenítésben és a kiterjesztett valóság kezelésében elérhető teljesítményt. Az A12X- és A12Z-ben beágyazott M12-es típusú mozgásfeldolgozó társrocesszor található. Az A12Z ezen felül tovább finomított teljesítményvezérlőket és az A12X-hez képest jobb termikus architektúrát is tartalmaz, ami potenciálisan magasabb órajelet tesz lehetővé. Az A12X és A12Z dedikált neurális hálózati hardvert is magában foglal, amelyet az Apple „következő generációs Neural Engine-nek” nevez (neurális motor). Ez a neurális hálózati hardver, amely megegyezik az A12-be épített hardverrel, akár 5 billió műveletet is képes végrehajtani másodpercenként.
Az A12X és A12Z modelleket a TSMC gyártja 7 nanométeres FinFET folyamattal, és ezek több, mint 10 milliárd tranzisztort tartalmaznak, szemben az A12 6,9 milliárd tranzisztorával. Az A12X 4 GiB LPDDR4X memóriával van párosítva a harmadik generációs 12,9 hüvelykes iPad Pro és az első generációs 11 hüvelykes iPad Pro készülékekben, vagy 6 GiB-tal az 1 TiB tárhellyel rendelkező konfigurációkban. Az A12Z 6 GiB LPDDR4X RAM-mal van párosítva a negyedik generációs 12,9 hüvelykes iPad Pro-ban és a második generációs 11 hüvelykes iPad Pro-ban.
Az A12X támogatja a HEVC és a H.264 videokodek kódolását, valamint a HEVC, H.264, MPEG-4 és Motion JPEG kodekek dekódolását.

### Developer Transition Kit (2020)
A 2020-as Worldwide Developer's Conference (WWDC) alkalmával az Apple bemutatott egy demonstrációt az Developer Transition Kit (2020) szoftvercsomaggal, ami egy Mac mini házba szerelt, 16 GiB RAM-mal ellátott A12Z processzoron futott, így ez az összeállítás tekinthető az első Apple szilícium architektúrájú Macintosh számítógépnek.
Az A12Z szolgált alapul az M1, az Apple első házon belüli processzorának tervezéséhez, amelyet Mac számítógépek processzorának szerepére szántak. Nem sokkal a DTK 2020-as bemutatása után adott interjújában az Apple szoftverfejlesztésért felelős vezető alelnöke, Craig Federighi így nyilatkozott:

„Még ha csak egy DTK hardver is, ami egy létező iPad csipen fut, amit nincs szándékunkban a jövőben Mac-be építeni – csak a „Transition” miatt van ott –, a Mac nagyon szépen fut ezen a rendszeren. Nem ez alapján fogjuk megítélni a jövőbeli Mac-eket... de ez mutatja, hogy mire képes a szilícium(tervező)csapat, mikor még csak nem is próbálkoznak – és fognak próbálkozni.”

## Apple A12X és A12Z Bionic csipet használó eszközök

### A12X Bionic
- iPad Pro 11 hüvelykes (1. generáció)
- iPad Pro 12,9 hüvelykes (3. generáció)

### A12Z Bionic
- iPad Pro 11 hüvelykes (2. generáció)
- iPad Pro 12,9 hüvelykes (4. generáció)
- Developer Transition Kit (ARM, 2020)

## Fordítás
Ez a szócikk részben vagy egészben  az   Apple A12X című angol Wikipédia-szócikk ezen változatának fordításán alapul.  Az eredeti cikk szerkesztőit annak laptörténete sorolja fel. Ez a jelzés csupán a megfogalmazás eredetét és a szerzői jogokat jelzi, nem szolgál a cikkben szereplő információk forrásmegjelöléseként.